# Hợp tác Mê Kông – Sông Hằng
Hợp tác Mê Kông-Sông Hằng (tiếng Anh: Mekong–Ganga Cooperation (MGC)) được thành lập ngày 10 tháng 11 năm 2000 ở Viêng Chăn trong cuộc họp cấp bộ trưởng đầu tiên của MGC. Hội bao gồm 6 thành viên là Ấn Độ, Việt Nam, Lào, Campuchia, Myanmar, Thái Lan. Các quốc gia này tập trung vào bốn lĩnh vực hợp tác là du lịch, văn hóa, giáo dục, và liên kết giao thông vận tải để có nền tảng vững chắc cho thương mại trong tương lai và hợp tác đầu tư trong khu vực.

## Hội nghị Bộ trưởng thường niên
Cơ chế hoạt động của MGC bao gồm Hội nghị Bộ trưởng hàng năm (cùng lúc với Hội nghị Bộ trưởng ASEAN), Hội nghị các quan chức cấp cao, và 5 nhóm công tác là:
- Nhóm công tác về Du lịch (Thái Lan là nước dẫn đầu)
- Nhóm công tác về Giáo dục (Ấn Độ là nước dẫn đầu)
- Nhóm công tác về Văn hóa (Campuchia là nước dẫn đầu)
- Nhóm công tác về Truyền thông & Giao thông vận tải (Lào là nước dẫn đầu)
- Nhóm công tác về Kế hoạch Hành động (Việt Nam là nước dẫn đầu)

## Hội nghị Bộ trưởng lần thứ 2
Tại Hội nghị Bộ trưởng lần thứ hai của MGC được tổ chức tại Hà Nội vào ngày 20 tháng 7 năm 2001, các quốc gia thành viên đã thông qua "Chương trình Hành động Hà Nội", khẳng định cam kết hợp tác trong bốn lĩnh vực đã nêu. "Chương trình Hành động Hà Nội" được thực hiện trong khoảng thời gian 6 năm 2001-2007 và tiến trình thực hiện của nó phải được xem xét hai năm một lần.

## Hội nghị Bộ trưởng lần thứ 3
Tại Hội nghị Bộ trưởng lần thứ ba của MGC tổ chức tại Phnôm Pênh vào ngày 20 tháng 6 năm 2003, các nước thành viên đã thông qua "Lộ trình Phnôm Pênh" (Phnom Penh Road Map) như một kế hoạch để đẩy nhanh tiến độ thực hiện của tất cả các dự án và các hoạt động của MGC.

## Hội nghị Bộ trưởng lần thứ 4
Hội nghị Bộ trưởng MGC lần thứ 4 được tổ chức vào ngày 12 tháng 1 năm 2007 tại Cebu. Trong phiên họp này, Thái Lan đã chuyển giao vai trò chủ trì MGC cho Ấn Độ. Không có Hội nghị Bộ trưởng vào năm 2002 và 2004 bởi vì các phiên họp thay thế đã được tổ chức tại Brunei và Indonesia.

## Hội nghị Bộ trưởng lần thứ 5
Hội nghị Bộ trưởng MGC lần thứ 5 được tổ chức vào ngày 1 tháng 8 năm 2007 tại Manila.

## Hội nghị Bộ trưởng lần thứ 6
Hội nghị Hợp tác Mê Kông-Sông Hằng lần thứ sáu được tổ chức tại New Delhi từ ngày 3 đến ngày 4 tháng 9 năm 2012. Hội nghị các quan chức cấp cao được tổ chức vào ngày 3 tháng 9 và hội nghị của các Bộ trưởng Ngoại giao được tổ chức vào ngày 4 tháng 9 năm 2012. Đây là lần đầu tiên Ấn Độ đăng cai tổ chức hội nghị. Ấn Độ trước đó cũng đã chủ trì Hội nghị Bộ trưởng MGC lần thứ 5 bên lề Hội nghị ASEAN-Ấn Độ.

## Hội nghị Bộ trưởng lần thứ 7
Hội nghị Bộ trưởng MGC lần thứ bảy (MGC MM lần thứ 7) được tổ chức vào ngày 24 tháng 7 năm 2016 tại Viêng Chăn, dưới sự chủ trì của Ngài Saleumxay Kommasith, Bộ trưởng Bộ Ngoại giao CHDCND Lào. Các Bộ trưởng nhấn mạnh rằng sự hợp tác trong MGC phải được coi trọng vì nó hỗ trợ tích cực cho Sáng kiến Hội nhập ASEAN và Kế hoạch Tổng thể về Kết nối ASEAN, cũng như đóng góp vào việc thực hiện Tầm nhìn Cộng đồng ASEAN năm 2025 Lưu trữ ngày 10 tháng 10 năm 2016 tại Wayback Machine. Các thỏa thuận chung chủ yếu xoay quanh tăng cường thương mại, đầu tư vào các dự án, kết nối hàng hải, chia sẻ thông tin và hợp tác trong quản lí dịch bệnh, điều hòa an ninh lương thực song song với việc củng cố mạnh mẽ mối quan hệ văn hóa, lịch sử giữa các quốc gia trong khu vực.

## Hội nghị Bộ trưởng lần thứ 9
Hội nghị Hợp tác Mê Kông-Sông Hằng lần thứ chín được tổ chức tại Singapore vào ngày 2 tháng 8 năm 2018, trước Hội nghị các quan chức cấp cao MGC (SOM) lần thứ 10 vào ngày 1 tháng 8.
Hội nghị được Don Pramudwinai, Bộ trưởng Bộ Ngoại giao Vương quốc Thái Lan và Tướng V.K. Singh (Ấn Độ) đồng chủ trì. Các Bộ trưởng cấp cao của Campuchia, Lào, Myanmar và Việt Nam cũng tham dự hội nghị.
Hội nghị các quan chức cấp cao Hợp tác Mê Kông-Sông Hằng lần thứ 11 được tổ chức tại New Delhi vào ngày 9 tháng 7 năm 2019.
Hội nghị Bộ trưởng MGC lần thứ 10 được tổ chức tại Băng Cốc, Thái Lan vào ngày 1 tháng 8 năm 2019.
Hội nghị lần thứ mười hai các quan chức cấp cao của MGC được tổ chức trực tuyến do COVID-19 vào ngày 3 tháng 9 năm 2020.